# دانييل أوباري
دانييل تاواياه أوباري (بالإنجليزية: Daniel Tawiah Opare)‏ وهو لاعب كُرَة قَدَم غاني في مركز الظهير الأيمن ولد في يوم 18 أكتوبر 1990 في مدينة أكرا عاصمة غانا وهو يلعب حالياً مع نادي بورتو في البرتغال وسبق له اللعب مع ستاندارد لييج وريال مدريد ب والنادي الصفاقسي في تونس ونادي أشانتي جولد الرياضي ولعب مع منتخب غانا لكرة القدم ويبلغ طوله 173 سم.

## روابط خارجية
- دانييل أوباري على موقع الاتحاد الدولي (مؤرشف)  (الإنجليزية)
- دانييل أوباري على موقع اتحاد تركيا (لاعب) (الإنجليزية)
- دانييل أوباري على موقع قاعدة بيانات كرة القدم.إي يو (الإنجليزية)
- دانييل أوباري على موقع ناشيونال فوتبول تيمز (الإنجليزية)
- دانييل أوباري على موقع Soccerway.com (الإنجليزية)
- دانييل أوباري على موقع عالم كرة القدم.نت (الإنجليزية)
- دانييل أوباري على موقع AS.com (الإسبانية)